# إيفان ساينكو
إيفان ساينكو (الروسية: Иван Иванович Саенко)، من مواليد 17 أكتوبر 1983 في فورونزه أوبلاست في روسيا، لاعب كرة قدم روسي.
يلعب مع نادي نورمبيرغ الألماني منذ عام 2005.
بدأ باللعب مع منتخب روسيا لكرة القدم في عام 2006.

## مسيرته الكروية
لعب إيفان ساينكو خلال مسيرته الاحترافية مع 4 أندية في أحد عشر موسمًا وسجل خلالها 44 هدفًا ضمن 213 مباراة. حيث فاز في موسم واحد بالكأس ولم يفز بأي دوري.
خاض إيفان ساينكو مسيرته مع نادي كارلسروه في موسم 2001–02 في المرة الأولى لمدة موسم واحد ثم في موسم 2002–03 واستمر معه طيلة ثلاثة مواسم، مشاركًا طوالها في 86 مباراة سجل خلالها 21 هدفًا. ثم انتقل إلى فاكل فارونيش ‏ ما بين عامي 2002 و2003 لمدة موسم واحد، حيث شارك في 13 مباراة سجل خلالها 4 أهداف. لينتقل بعدها إلى نادي نورنبرغ في موسم 2005–06 واستمر معه طيلة ثلاثة مواسم، مشاركًا في 83 مباراة سجل خلالها 18 هدفًا. ثم انتقل إلى نادي سبارتاك موسكو في موسم 2008 واستمر معه طيلة ثلاثة مواسم، مشاركًا في 31 مباراة سجل خلالها هدفًا واحدًا.

## روابط خارجية
- إيفان ساينكو على موقع قاعدة بيانات كرة القدم.إي يو (الإنجليزية)
- إيفان ساينكو على موقع بيانات كرة القدم. دي إي (الألمانية)
- إيفان ساينكو على موقع ناشيونال فوتبول تيمز (الإنجليزية)
- إيفان ساينكو على موقع عالم كرة القدم.نت (الإنجليزية)
- إيفان ساينكو على موقع كووورة